# À couteaux tirés (film, 2019)
Pour les articles homonymes, voir À couteaux tirés et Knives Out (homonymie).
Série À couteaux tirés
Glass Onion : Une histoire à couteaux tirés
(2022)
Pour plus de détails, voir Fiche technique et Distribution.
À couteaux tirés (Knives Out) est un thriller policier américain écrit, coproduit et réalisé par Rian Johnson et sorti en 2019.
Il est présenté en « sélection officielle » au Festival de Toronto 2019. Netflix acquiert les droits pour la création d'une série de films et distribue les deux suites, dont la première, Glass Onion : Une histoire à couteaux tirés, est sortie en 2022. Le troisième opus, Wake Up Dead Man: A Knives Out Mystery, est prévu en 2025.

## Synopsis
La famille Thrombey est réunie dans la demeure familiale pour fêter les 85 ans du patriarche, Harlan (Christopher Plummer), riche et célèbre écrivain de littérature policière. Le lendemain matin, la gouvernante Fran (Edi Patterson (en)) retrouve Harlan mort dans son bureau, la gorge tranchée.
Une semaine plus tard, après l'enterrement d'Harlan, l'inspecteur Elliott (Lakeith Stanfield) et l'agent Wagner (Noah Segan) sont au manoir pour interroger la famille dans le cadre de la procédure, bien qu'ils soient convaincus qu'il s'agisse d'un suicide. Mais Benoît Blanc (Daniel Craig), détective privé qui a été engagé anonymement pour enquêter sur l'affaire, n'est pas de cet avis et est présent sur les lieux pour mener ses propres investigations.
Les récits des différents membres de la famille coïncident, malgré des tensions au sein de celle-ci. Cependant, tous se gardent de révéler aux inspecteurs les différends qu'ils ont eus avec Harlan ce soir-là. Il a d'abord menacé son beau-fils Richard (Don Johnson) de révéler son adultère à sa fille aînée Linda (Jamie Lee Curtis), épouse de Richard. Puis il a coupé les vivres à sa belle-fille Joni (Toni Collette) et sa petite-fille Meg (Katherine Langford) après avoir découvert que Joni volait l'argent qu'Harlan envoyait pour payer l'école de Meg. Enfin, il a renvoyé son fils cadet Walter (Michael Shannon) de leur maison d'édition. Hugh « Ransom » (Chris Evans), son petit-fils et brebis galeuse de la famille, a eu une altercation avec lui et est parti le plus tôt de la soirée.
Alors qu'il expose aux inspecteurs Elliott et Wagner qu'il ne pense pas qu'il s'agisse d'un suicide, Blanc rencontre Marta Cabrera (Ana de Armas), l'infirmière d'origine uruguayenne d'Harlan, devenue au fil des années sa confidente et presque un membre de la famille. Marta est incapable de mentir sans que cela lui déclenche d’irrépressibles haut-le-cœur voire des vomissements. Marta confirme l'adultère de Richard et la cessation des virements à Joni, que Blanc soupçonnait. Cependant, si plusieurs membres de la famille ont d'éventuels mobiles, aucun n'est assez important pour pousser au meurtre et Benoît Blanc, invité anonymement, ne s'explique toujours pas sa présence.
La chronologie de la soirée a été confirmée par les différentes personnes impliquées : la soirée s'est terminée à 23h30 et Marta est montée pour donner à Harlan ses médicaments et le coucher. Elle est partie à minuit. Harlan s'est relevé vers minuit vingt.
Cependant, Marta ne révèle pas à Blanc toute l'histoire qu'elle a vécue ce soir-là avec Harlan : après une traditionnelle partie de go, Marta a accidentellement mélangé les médicaments prescrits à Harlan (après qu'il les a renversés en même temps que le plateau de go) et réalise qu'elle vient de lui injecter une surdose mortelle de morphine. Ne trouvant pas l'antidote dans son sac, cela condamne Harlan à mourir dans le quart d'heure qui suit. Afin de couvrir Marta des conséquences, et notamment protéger sa mère (entrée illégalement sur le territoire et sans-papiers), Harlan l'empêche d'appeler les secours et lui donne des instructions pour se forger un faux alibi. Elle doit faire croire à son départ, se garer plus loin dans l'allée, revenir dans son bureau en escaladant la façade et en passant par la fenêtre, pour ensuite revêtir les vêtements d'Harlan et descendre brièvement en bas : ainsi, Harlan serait vu vivant après son départ, ce qui l'innocenterait totalement. Wanetta (K Callan (en)), la mère sénile d'Harlan, voit Marta alors qu'elle revient, mais la prend pour Ransom.
Elle parvient à cacher son histoire en donnant des réponses correctes mais incomplètes à Blanc. Le soir venu, Blanc décide de prendre en charge l'enquête. Devant la complexité de l'affaire, il tient à ce que Marta, la seule à ne pas avoir de mobile, l'assiste dans ses recherches. Le lendemain, alors que Blanc, Elliott, Wagner et Marta font le tour de la propriété à la recherche d'indices, elle en profite pour effacer ou camoufler les preuves qui pourraient l'incriminer : l'enregistrement des caméras de surveillance de l'allée, les traces de pas dans la boue, le morceau du treillage de la façade qu'elle a cassé en l'escaladant.
De son côté, toute la famille Thrombey est réunie pour la lecture de l'héritage. Les tensions surgissent rapidement, notamment vis-à-vis de Ransom, largement considéré comme un paria et qui était absent lors de l'enterrement, qui avoue (après que Jacob a surpris des bribes de son altercation avec Harlan) que leur dispute le soir de son anniversaire était due au fait qu'Harlan le déshéritait.
Lors de la lecture du testament, l'assemblée est sous le choc en apprenant qu'Harlan a modifié son testament une semaine avant sa mort, pour faire de Marta la seule bénéficiaire : elle hérite ainsi de son immense fortune, de la maison d'édition, de ses droits d'auteur et du manoir. Hébétée, Marta tente de s'enfuir alors que les Thrombey enragés la pourchassent ; elle y parvient avec l'aide de Ransom. Mais alors qu'ils reprennent leur esprit dans un restaurant, ce dernier manipule Marta pour qu'elle se confesse. Elle finit par lui avouer toute la vérité. Il décide alors de la couvrir et l'aider à s'en sortir, en échange de quoi elle lui versera sa part de l'héritage. Marta est alors sous pression de tous côtés, avec la presse qui assiège son domicile, la famille Thrombey qui veut la convaincre de renoncer à cet héritage et Walter qui menace de révéler le statut d'immigrée illégale de sa mère.
Dans son courrier, Marta trouve une enveloppe vierge destinée à la faire chanter : une photocopie incomplète du rapport de toxicologie d'Harlan. Ransom et elle décident alors de se rendre au bureau médical, mais le découvre complètement incendié. En regardant ses courriers électroniques, Marta voit que le maître chanteur lui donne rendez-vous dans moins d'une heure et décide d'y foncer. Mais Blanc, qui était sur les lieux et les a aperçus, les prend en chasse. Après une course-poursuite, Marta s'arrête et Ransom est arrêté : sa grand-mère a indiqué l'avoir vu escalader la façade le soir du crime. Marta décide tout de même, sans en parler à Blanc qui monte en voiture avec elle, d'aller au rendez-vous avec la personne qui la fait chanter. Elle y découvre sa mallette d'infirmière et Fran, la gouvernante, droguée ; elle tente de la réanimer et appelle une ambulance. Elle se confesse alors à Blanc et prend la décision d'annoncer la cause de la mort d'Harlan à toute la famille, ce qui rendrait invalide le testament d'après la loi américaine : une personne ne peut pas hériter si elle cause la mort, même accidentelle, du testamentaire.
Au manoir, Marta trouve la copie complète du rapport de toxicologie dans la cachette de cannabis de Fran et le donne, sans le lire, à Blanc. Alors qu'elle s'apprête à se confesser aux Thrombey réunis, Blanc l'interrompt subitement et l’entraîne à l'écart, ainsi que les inspecteurs Elliott et Wagner qui, à sa demande, ramènent Ransom.
Blanc leur expose alors l'histoire et la résolution du dernier détail qui lui échappait : pourquoi il avait été engagé anonymement. Le génie machiavélique, avec de vraies mauvaises intentions, est en fait Ransom. Blanc apprend à Marta qu'elle n'a jamais tué Harlan : le rapport de toxicologie montre un taux de morphine normal dans le sang de ce dernier. Lors de leur dispute le soir de l'anniversaire, Harlan n'a pas fait que déshériter Ransom, il l'a aussi informé de la modification du testament en faveur de Marta. Afin de la rendre inéligible, Ransom a alors échangé les contenus des fioles dans la mallette d'infirmière et volé l'antidote : de cette manière, Marta devait tuer Harlan accidentellement. Marta a injecté à Harlan le bon médicament, reconnaissant inconsciemment les fioles, sans avoir à lire les étiquettes, et n'a pensé avoir empoisonné Harlan qu'après les avoir lues. Quand la mort d'Harlan a été déclarée comme suicide, Ransom a secrètement engagé Blanc dans l'espoir qu'il démasque Marta. Il est revenu pendant l'enterrement, croyant la maison vide, pour remettre l'antidote dans la mallette, mais Fran l'a vu faire et a compris qu'il était coupable. C'est à lui qu'elle a envoyé la lettre de chantage. Le témoignage que lui fit Marta changea la donne, puisque son erreur l'innocentait (bien qu'elle se crût, elle, toujours coupable) : c'est à ce moment qu'il décida de lui transmettre la lettre de chantage et d'incendier le laboratoire d'analyse, afin de détruire les preuves de l'innocence de Marta. Il tenta ensuite d'inculper Marta pour le meurtre de Fran en lui injectant une surdose de morphine, mais là encore l'altruisme de Marta fit échouer ce plan.
Marta reçoit un appel de l'hôpital et annonce aux autres que Fran est vivante, ce qui signifie que son témoignage permettra de faire tomber Ransom. Ce dernier, acculé et dans un dernier accès de colère, avoue qu'il s'agit de la vérité mais qu'ils n'ont pas de preuve contre lui. C'est alors que Marta lui vomit dessus, car elle a menti : Fran est malheureusement décédée, mais Ransom vient de confesser son meurtre et la conversation a été enregistrée par Wagner. Réalisant l'embuscade, Ransom saisit un poignard de la collection d'Harlan et se jette sur Marta pour la tuer, sans savoir qu'il s'agit en fait d'une fausse lame, utilisée au théâtre. Marta est indemne et Ransom vient de signer définitivement sa culpabilité.
Ransom est arrêté sous les yeux de sa famille. Linda retrouve la lettre que son père lui destinait et dans laquelle il lui apprend l'infidélité de son mari. Blanc s'en va, non sans avoir rassuré Marta sur le fait qu'elle est une bonne infirmière et une bonne personne, la laissant regarder le reste de la famille Thrombey du haut du balcon de son manoir.

## Fiche technique
Sauf indication contraire, les informations mentionnées dans cette section peuvent être confirmées par la base de données cinématographiques IMDb,  présente dans la section « Liens externes ».
- Titre original : Knives Out
- Titre français et québécois : À couteaux tirés
- Réalisation et scénario : Rian Johnson
- Musique : Nathan Johnson
- Direction artistique : Jeremy Woodward
- Décors : David Crank
- Costumes : Jenny Eagan
- Photographie : Steve Yedlin
- Montage : Bob Ducsay
- Production : Ram Bergman et Rian Johnson
- Production déléguée : Tom Karnowski
- Sociétés de production : Media Rights Capital et T-Street Productions ; Lionsgate, FilmNation Entertainment et Ram Bergman Productions (coproductions)
- Sociétés de distribution : Metropolitan Filmexport (France)
- Budget : 40 000 000 $[réf. nécessaire]
- Pays de production :  États-Unis
- Langue originale : anglais, quelques dialogues en espagnol et en hindi
- Format : couleur — 1,85:1 — son Dolby Digital
- Durée : 130 minutes
- Genre : policier à énigme, thriller
- Date de sortie :
  - Canada, États-Unis, France : 27 novembre 2019
- Classification :
  - MPAA[1] (États-Unis) : PG-13[a] (certificat # 52256)
  - Mention CNC[2] (France) : tous publics

## Distribution
- Daniel Craig (VF : Éric Herson-Macarel) : Benoit Blanc, détective privé
- Christopher Plummer (VF : Georges Claisse) : Harlan Thrombey, auteur de romans policiers
- Ana de Armas (VF : Juliette Allain) : Marta Cabrera, infirmière d'Harlan
- Jamie Lee Curtis (VF : Véronique Augereau) : Linda Drysdale, fille d'Harlan
- Don Johnson (VF : Bernard Lanneau) : Richard Drysdale, mari de Linda
- Chris Evans (VF : Alexandre Gillet) : Hugh « Ransom » Drysdale, fils de Linda et de Richard
- Toni Collette (VF : Marjorie Frantz) : Joni Thrombey, veuve de Neil (défunt fils d'Harlan)
- Michael Shannon (VF : David Krüger) : Walter Thrombey, fils d'Harlan, éditeur
- Riki Lindhome (VF : Angèle Humeau) : Donna Thrombey, épouse de Walter
- Jaeden Martell (VF : Fabian Wolfrom) : Jacob Thrombey, fils de Walter et de Donna
- Katherine Langford (VF : Rebecca Benhamour) : Meg Thrombey, fille de Joni et de Neil
- Lakeith Stanfield (VF : Jean-Baptiste Anoumon) : l'inspecteur Elliott
- Edi Patterson (en) (VF : Lydia Cherton) : Fran, la gouvernante
- Frank Oz (VF : Patrick Messe) : Alan Stevens, le notaire
- K Callan (en) : Wanetta Thrombey, mère d'Harlan
- Noah Segan (VF : Julien Allouf) : l'agent Wagner
- M. Emmet Walsh (VF : Michel Bedetti) : Monsieur Proofroc
- Marlene Forte : Madame Cabrera, mère de Marta
- Joseph Gordon-Levitt : l'inspecteur Hardrock (caméo vocal)

 Source et légende : version française (VF) sur RS Doublage et AlloDoublage.

## Production
Le projet est annoncé en septembre 2018, avec Daniel Craig en tête d'affiche et Rian Johnson comme réalisateur. Le film est vendu aux distributeurs lors du festival international du film de Toronto 2018.
Rian Johnson cite comme influences Meurtre au soleil (1982), Un cadavre au dessert (1976) et Mort sur le Nil (1978).

### Choix des interprètes
En octobre 2018, Chris Evans, Lakeith Stanfield, Michael Shannon, Ana de Armas, Don Johnson, Jamie Lee Curtis et Toni Collette rejoignent la distribution,,,,,,. En novembre 2018, Christopher Plummer, Jaeden Lieberher, Katherine Langford, Riki Lindhome, Edi Patterson (en), et Raúl Castillo sont officialisés,,. Noah Segan, qui a joué dans tous les films du réalisateur, est confirmé en décembre.

### Tournage

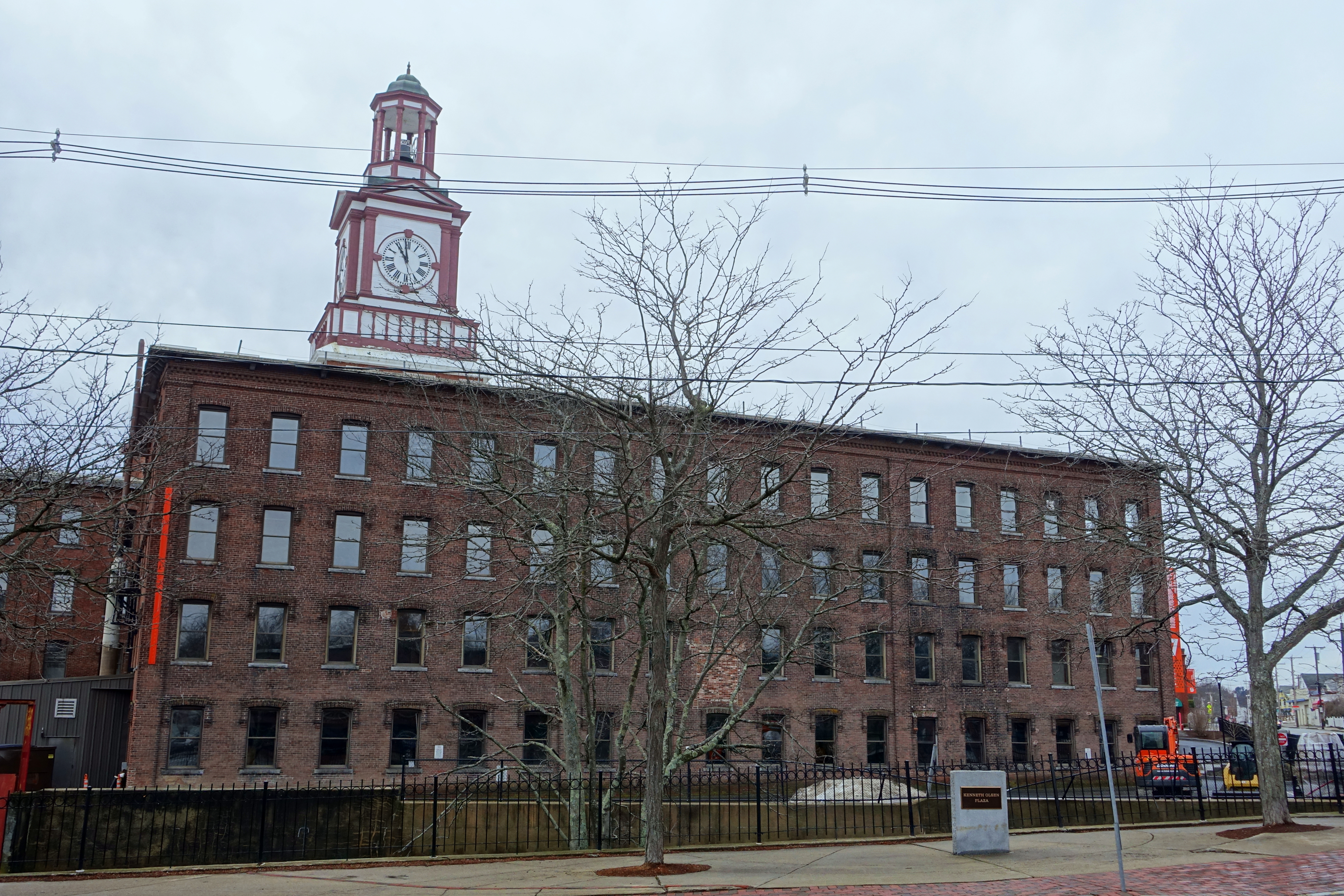
Le film est tourné dans le Massachusetts, notamment à Maynard.

Le tournage débute le 30 octobre 2018 à Boston et s'achève le 20 décembre 2018,,. Des scènes sont tournées dans d'autres villes du Massachusetts, comme Maynard, Easton, Marlborough, Natick, Wellesley, Waltham ou encore Medfield,,,,.

## Accueil

### Critiques
Le film reçoit globalement de bonnes critiques par la presse et obtient la note de 3,8/5 sur Allociné.
Le Point a trouvé ce film très intéressant et ingénieux et dit que c'est « un film à énigmes, où absolument rien ne se déroule comme on s'y attendait ».
Le Parisien est très déçu de ce film et dit que « cet exercice de style à la façon d'Agatha Christie, entre farce et enquête policière, se révèle longuet et parfois agaçant dans la manière qu'a le réalisateur de diriger son casting cinq étoiles : de Jamie Lee Curtis à Michael Shannon en passant par Don Johnson ou Chris Evans, tous y vont de leur numéro d'acteur. Le pire étant Daniel Craig qui en fait des tonnes et devient vite lassant ».

### Box-office
En France, il fait partie des bons succès de l'année 2019 avec plus d'un million d'entrées.
| Pays ou région    | Box-office        | Date d'arrêt du box-office | Nombre de semaines |
| ----------------- | ----------------- | -------------------------- | ------------------ |
| États-Unis Canada | 165 363 234 $     | 19 mars 2020               | 17                 |
| France            | 1 121 649 entrées | 29 juillet 2020            | 21                 |
| Total mondial     | 311 398 301 $     | -                          | -                  |

## Distinctions

### Récompenses
- Saturn Awards 2020 : Meilleur montage pour Bob Ducsay

### Nominations
- Golden Globes 2020 :
  - Meilleur film musical ou comédie
  - Meilleur acteur dans un film musical ou une comédie pour Daniel Craig
  - Meilleure actrice dans un film musical ou une comédie pour Ana de Armas
- BAFA 2020 : Meilleur scénario original
- Oscars 2020 : Meilleur scénario original

## Autour du film

### Série de films
Peu de temps après la sortie du film, une suite est évoquée[réf. nécessaire]. Début 2020, le PDG de Lionsgate, Jon Feltheimer, confirme le projet. Rian Johnson est à nouveau pressenti pour réaliser le film, envisagé pour 2021.
Selon Deadline, Netflix a signé un chèque de 450 millions de dollars pour acquérir les droits des deux suites du film de 2019 À couteaux tirés de Rian Johnson, ce qui en fait l'arrangement le plus cher de l’histoire des plates-formes de streaming. Le contrat stipule que Rian Johnson devra réaliser les deux films et surtout que Daniel Craig devra reprendre son rôle de Benoit Blanc dans les deux suites. Dave Bautista, Edward Norton, Kathryn Hahn et la chanteuse Janelle Monáe rejoignent le casting.
Le tournage du deuxième opus démarre le 28 juin 2021 en Grèce. Le tournage du troisième film, Wake Up Dead Man, débute en 2024, pour une sortie prévue en 2025.